# Ptecticus minimus
Ptecticus minimus är en tvåvingeart som beskrevs av Rozkosny och Kovac 1997. Ptecticus minimus ingår i släktet Ptecticus och familjen vapenflugor. Inga underarter finns listade i Catalogue of Life.